# The Cathedrals
The Cathedrals, conocidos también como The Cathedral Quartet, es un cuarteto estadounidense de música Southern Gospel formado el año 1964 por el cantante de bajo George Younce, el segundo tenor Glen Payne, el primer tenor Bobby Clark y el barítono Danny Koker. Aunque, a lo largo de su extensa carrera, la posición de barítono y primer tenor fue ocupada por diversos cantantes, las formaciones más estables del grupo tuvieron lugar en los períodos 1983-1990 (Funderburk, Payne, Trammell, Younce) y 1990-1999 (Haase, Payne, Fowler, Younce).

## Los Inicios
El grupo se inició como un trío formado por Glen Payne (exintegrante de The Weatherford Quartet), Bobby Clark y Danny Koker. Fueron contratados por el evangelista Rex Humbard para ser el grupo musical residente de una Catedral en Cuyahoga, Ohio, llamada Cathedral of Tomorrow, razón por la que adoptaron el nombre de "The Cathedral Trio". En solo un año adquirieron suficiente popularidad como para que Humbard quisiera expandir el trío a un cuarteto, enlistando al entonces bajo de Blue Ridge Quartet, George Younce. A pesar de desarrollar un trabajo tranquilo, reconocido y bien remunerado, Payne y Younce decidieron abandonar el ministerio de Humbard en 1969, emprendiendo una carrera por sus propios medios y aventurándose a iniciar un proyecto musical más profesional y autónomo.
Aunque sus primeros años de vida independiente fueron difíciles, fue a partir de principios de la década de 1970 que las diversas formaciones del cuarteto (siempre integradas por la dupla Younce & Payne) comenzaron a abrirse paso, ganando adeptos gracias al posicionamiento de un sello vocal y al lúdico estilo de sus conciertos.

## Los Años 80
El grupo logró el peak de su popularidad e inspiración creativa desde que en 1983 el tenor Kirk Talley abandonó el grupo, pasando a ocupar su lugar Danny Funderburk, quien junto a Mark Trammell en la voz de barítono y el pianista Roger Bennett, formaron un quinteto que pasó a ser la formación más célebre y recordada. De esta época datan sus más sobresalientes composiciones Champion of Love, I've Just Started Living, I Can See the Hand y This Ole' House.
The Cathedrals logró un notable prestigio durante esta etapa de su carrera, posicionando varios de sus temas en el tope de las listas de popularidad, grabando discos con la Orquesta Filarmónica de Londres y obteniendo amplio reconocimiento de la crítica y de sus pares.

## Años 90 y despedida
El grupo vocal terminó por consolidar su carrera, aumentando ampliamente su recepción entre el público gracias a sus constantes giras y apariciones en Televisión. Puede decirse que, desde su inclusión en los Gaither Homecomings (encuentros musicales organizados por el cantante y productor Bill Gaither), el quinteto revitalizó su imagen de grupo legendario y experimentado, dándose a conocer a nuevas audiencias que los siguieron hasta su despedida en 1999. En el ámbito de estos conciertos, compartieron presentaciones con los más afamados cantantes y cuartetos del género góspel de la década de los 1990 tales como Gaither Vocal Band, Sandi Patti y Avalon. 
El último año de vida del quinteto, en 1999, fue también el más ajetreado y exitoso. Recibieron múltiples homenajes y reconocimientos, al mismo tiempo que decidieron el retiro a raíz de los problemas en la salud de Younce, situación que en definitiva precipitó la decisión de despedir al grupo. Aquel año se inició una gira por distintas ciudades de Estados Unidos llamada Farewell Tour (El Show de despedida) y el mismo año tanto Younce como el Grupo fueron ingresados al "Salón de la Fama de la Música Gospel" GMA Hall Of Fame. Sin embargo no fue Younce sino que su compañero Glen Payne, luego de ser diagnosticado inesperadamente de cáncer hepático, quien debería enfrentar la muerte en medio de la gira final del quinteto en septiembre del mismo año.
Greater Vision, Legacy Five, Old Friends Quartet, Talley Trio y Signature Sound, entre otros, son algunos de los más renombrados grupos que emergieron de integrantes de esta banda.

## Discografía
| Álbumes de estudio Década del 60 1964 · Beyond The Sunset 1965 · Taller Than Trees 1965 · With Strings 1966 · With Brass 1966 · Greatest Gospel Hits 1966 · Land Of The Bible 1967 · Family Album 1968 · Featuring George Younce 1968 · Featuring Glen Payne 1968 · I Saw The Light 1969 · Jesus Is Coming Soon Década de 1970 1970 · I'm Nearer Home 1970 · It's Music Time 1970 · A Little Bit Of Everything 1971 · Right On 1971 · Everything's Alright 1972 · Somebody Loves Me 1972 · Welcome To Our World 1973 · Seniors In Season 1973 · Town And Country 1973 · The Last Sunday 1974 · Statue Of Liberty 1975 · Plain Ole Gospel 1975 · For Keeps 1976 · Sings Albert E. Brumley Classics 1976 · Music Time 1976 · Easy On The Ears/Heavy on The Heart 1977 · Then And Now 1978 · Sunshine & Roses 1978 · One At A Time 1978 · Oh What A Love 1979 · Then I Found Jesus 1979 · Keep On Singing 1979 · Smooth As Silk 1978 · The Cathedral Quartet Década de 1980 1980 · Telling The World About His Love 1980 · Better Than Ever 1981 · Something Special 1981 · Cherish That Name 1981 · Colors of His Love 1982 · Greater 1982 · Oh Happy Day 1982 · Something Special 1983 · Individually 1983 · Favorites Old & New 1983 · Voices In Praise/Acappella 1984 · Distinctively 1984 · Classics 1984 · The Prestigious 1985 · Specially For You 1985 · An Old Convention Song 1985 · A Cathedral Christmas Acapella 1986 · Master Builder 1986 · Classics Vol.2 1986 · Travelin' Live 1987 · Land Of The Living 1987 · Symphony Of Praise 1988 · Goin' In Style 1988 · Telling The World About His Love 1989 · I've Just Started Living 1989 · 25th Anniversary Década de 1990 1990 · Climbing Higher And Higher 1990 · Prestigious Quartet/Old Convention Songs 1992 · Masters Of Gospel 1993 · High And Lifted Up 1993 · Worship His Glory 1994 · Raise The Roof-30th Anniversary 1995 · A Reunion 1995 · Sunday Gospel Singing 1996 · Doing It Right 1996 · Radio Days 1996 · Together 1997 · Alive, Deep In The Heart Of Texas 1998 · Faithful | - 1974 - Live In Concert - 1979 - Live - 1979 · You Ain't Heard Nothing Yet - 1980 · Interwoven - 1983 - Live in Atlanta - 1986 - Travelin' Live - 1992 - Camp Meeting - 1997 - Alive! Deep In The Heart Of Texas - 1999 - Live (In Jacksonville) - 1999 · A Farewell Celebration - 2001 · Live: Coast To Coast - 2003 · Live In Concert/Live With The Cathedral Quartet - 1971 · Hits - 1976 - The Best Of The Cathedrals - 1978 - Best Of - 1979 - The Cathedral Quartet - 1982 - A Collection Of Their Best - 1988 - Collection Vol.1 - 1988 - Collection Vol.2 - 1989 - 25th Anniversary - 1991 - The Best Of Times - 1991 - Collection Vol.3 - 1994 - Raise The Roof 30th Anniversary - 1995 - Some Of Their Finest Moments - 1995 - 20 Favorites - 1996 - The Cathedral Collection - 1999 - Collector´s Series - 1999 - 21 Favorite Hymns And Songs Of The Church - 1999 - 20 Convention Classics - 1999 - Hymns and Spiritual Songs - 2000 - Anthology - 2000 - Precious Memories: Hymns Of The Faith - 2000 - Signature Songs Vol. 1 - 2000 - Signature Songs Vol. 2 - 2000 - Super Hits - 2000 - Southern Gosple Treasury - 2001 - Years Gone By Vol. 1 - 2001 - The Cathedrals - 2002 - The Best Of The Cathedrals - 2003 - Essential #1 Hits - 2005 - Cathedrals Classics - 1992 - Camp Meeting - Live - 1994 - Bill & Gloria Gaither Present The Cathedrals: "Fifty Faithful Years" - 1997 - Homeland Harmony series Vol.8 - 1997 - Alive! Deep in the Heart of Texas - 1997 - Live In Nashville - 1997 - Reunion - 1997 - Homeland Harmony series Vol.1 - 1999 - Live at Shadow Mountain - 1999 - Faithful Live In Denver - 1999 - Farewell Celebration - 2000 - The Cathedral Quartet Video: America's Favorite Quartet - 2001 - I've Just Started Living - 2001 - Faithful - 2001 - 25th Anniversary - 2001 - The Best Of The Cathedrals(at Gaither Homegomings) - 2002 - Live: Coast To Coast |